# Józef Baszny
Józef Baszny, także Baschny (ur. w 2. połowie XVIII wieku, zm. po 1862 we Lwowie) – polski kompozytor, dyrygent, flecista, skrzypek i pedagog pochodzenia czeskiego.

## Życiorys
W latach około 1822–1844 działał we Lwowie, przez ponad 20 lat był tam kapelmistrzem w katedrze metropolitarnej. Grał jako skrzypek w orkiestrze teatru Jana Nepomucena Kamińskiego, dawał też koncerty na drumli. W latach 1838–1844 był wicedyrektorem artystycznym Towarzystwa Popierania Muzyki, był również dyrygentem jego amatorskiej orkiestry. Należał do zarządu Towarzystwa św. Cecylii. W późniejszych latach uczył śpiewu i gry na flecie w Kijowie. Publikował artykuły poświęcone muzyce, wysoko oceniał twórczość Fryderyka Chopina. Został pochowany na Cmentarzu Łyczakowskim.
Skomponował wodewile Skalmierzanki czyli Koniki zwierzynieckie (1828, do libretta Jana Nepomucena Kamińskiego) oraz Syn i córka, operę Więzienie Jana Kazimierza we Francji i komedio-operę Twardowski na Krzemionkach. Pisał także kantaty, offertoria, drobne utwory religijne, tańce na fortepian.